# Diadelia albosquamulosa
Diadelia albosquamulosa är en skalbaggsart som beskrevs av Stefan von Breuning 1949. Diadelia albosquamulosa ingår i släktet Diadelia och familjen långhorningar. Inga underarter finns listade i Catalogue of Life.